# Viktor Zsuffka
Viktor Zsuffka (* 9. Juli 1910 in Újmoldova, Königreich Ungarn; † 20. Juni 2001 in San Francisco, Vereinigte Staaten) war ein ungarischer Stabhochspringer.
Zsuffka sprang bereits im September 1929 über 3,81 m. 1934 wurde er Vierter bei den Leichtathletik-Europameisterschaften in Turin und 1936 Sechster bei den Olympischen Spielen in Berlin. Bei den Leichtathletik-Europameisterschaften 1938 in Paris gelang ihm kein gültiger Versuch.
Achtmal wurde er Ungarischer Meister (1934–1937, 1939–1942). Seine persönliche Bestleistung von 4,10 m stellte er 1940 auf.